# Mundu (Karangampel)
Mundu is een bestuurslaag in het regentschap Indramayu van de provincie West-Java, Indonesië. Mundu telt 7069 inwoners (volkstelling 2010).